# Phaloesia rubriplaga
Phaloesia rubriplaga är en fjärilsart. Phaloesia rubriplaga ingår i släktet Phaloesia och familjen björnspinnare. Inga underarter finns listade i Catalogue of Life.